# Balas (Syria)
Balas (arab. بلاس) – miejscowość w Syrii, w muhafazie Aleppo. W 2004 roku liczyła 
1402 mieszkańców.